# YouTube Poop
YouTube Poop (YTP; досл. с англ. «Какашка с YouTube») — тип специфических видеомонтажей на YouTube, созданных при помощи различных программ-видеоредакторов и не несущих за собой особой смысловой нагрузки. Чаще всего подобные ролики содержат большое количество «грубых» визуальных и звуковых вставок, являются нарезкой чьих-то других роликов, картинок (зачастую — интернет-мемов) или аудиофайлов. Данный жанр получил распространение и в рунете под названием RYTP (англ. Russian YouTube Poop).

## История и технология
В 2004 году на сайт SheezyArt было загружено видео «The Adventures of Super Mario Bros. 3 REMIXED!!!», которое на YouTube пользователем SuperYoshi было выложено и названо как «I’D SAY HE’S HOT ON OUR TAIL». Данное видео было сделано при помощи Windows Movie Maker, в нём использовались фрагменты мультсериала 1990 года Приключения братьев Супер Марио 3, который фанаты франшизы Mario сочли китчем в качестве основного источника. В нём представлены стилистические и эстетические элементы YouTube Poop, в том числе повторение клипов для создания комедийного эффекта (название видео — особенно манерный каламбур, произнесённый Луиджи, который повторяется на протяжении всего видео). Позднее данный жанр видеороликов появился и в русскоязычном сегменте интернета под названием RYTP. В 2013 году была выпущена серия пупов от kora0081 «Гарри Повар», основанная на фильмах серии «Гарри Поттер». Впоследствии серия была названа «памятником этой культуры 2010-х годов». Другим ярким примером RYTP является серия роликов «Хуячу на дачу» от multiprogramm на основе детской телепередачи «Спроси у Всезнамуса!» производства телеканала «Карусель».
В YouTube Poop часто используются визуальные и звуковые эффекты для изменения видео, а также перестановки его фрагментов. Некоторые из этих видео могут включать полностью или частично перепрофилирование источников для создания или передачи часто самосознательной[уточнить] истории, в то время как другие следуют нелинейному повествованию, а некоторые могут быть без сюжета, часто представляя собой сюрреалистический юмор и артистизм либо просто экспериментирование с эффектами. В этой степени YouTube Poop может даже состоять исключительно из существующего видео, иногда модифицированного, повторяющегося в замедленном или ремиксированном цикле. Во многих случаях YouTube Poops использует причудливую последовательность элементов, которые могут развлекать, сбивать с толку или раздражать зрителя. Доцент кафедры культурной антропологии Университета штата Канзас Майкл Веш определил жанр YouTube Poop как «абсурдистские ремиксы, которые подражают и высмеивают самые низкие технические и эстетические стандарты культуры ремиксов, чтобы комментировать саму культуру ремиксов».
В качестве источников видео YouTube Poop используются телешоу, фильмы, аниме, рекламные ролики, мультфильмы, видеоигры и другие видео, залитые преимущественно на YouTube. В конце 2000-х в качестве источников использовались кат-сцены из игр, выпущенных на платформе Philips CD-i и не получивших широкого распространения и высоких оценок из-за качества и из-за провала платформы на рынке игровой индустрии, в частности, Hotel Mario, Link: The Faces of Evil и Zelda: The Wand of Gamelon, а также мультсериала Adventures of Sonic the Hedgehog. Помимо этого в качестве материала могут использоваться фильмы. Так, например, в серии RYTP «Гарри Повар» от kora0081 использовались фрагменты фильмов о Гарри Поттере.
YouTube Poop, как правило, создаётся одним или двумя людьми, но также существует и поджанр «YTP Tennis», который делается поочерёдно двумя или более людьми, нередко с изменениями. Лоуренс Лессиг, профессор права Гарвардской школы права, сравнил этот аспект с формой призыва и ответа, которая здесь видна в культуре ремиксов. Также существует поджанр «collab», который основан на компиляции видеороликов других пользователей — как правило, они не загружаются на YouTube до публикации самого видео.

## Авторское право и добросовестное использование
Поскольку YouTube Poop в значительной степени полагается на аудиовизуальные материалы, защищённые законом об авторском праве, YouTube Poops нередко удаляются с YouTube после жалоб DMCA. Политолог и писатель Трэйче Цветковски отметил в 2013 году, что, несмотря на подачу Viacom в 2007 году иска о нарушении авторских прав против YouTube, явно касающегося YouTube Poops, в частности «The Sky Had a Weegee» от Hurricoaster, в котором содержатся сцены из мультсериала SpongeBob SquarePants (в частности, эпизод «Shanghaied») и Weegee (сатирическая карикатура на Луиджи из Nintendo в том виде, в каком он появляется в DOS-версии Mario Is Missing), как ни странно, многие видео YouTube Poop остаются на YouTube.
Законодательство об авторском праве в Великобритании позволяет использовать материалы, защищённые авторским правом, для целей пародии, пастиша и карикатуры, что не считается нарушением авторских прав. Владельцы авторских прав могут подать в суд на пародиста только в случае, если работа последнего воспринимается как содержащая ненавистнические или дискриминационные высказывания и искажает исходное назначение материала правообладателя. Если дело передаётся в суд, судьи на основании действующих норм принимают решение о том, соответствует ли видео этим критериям.